# Ken Iwase
Ken Iwase (岩瀬 健 Iwase Ken?, nacido el 8 de julio de 1975 en Gunma) es un exfutbolista japonés. Jugaba de centrocampista y su último club fue el Omiya Ardija de Japón.

## Trayectoria

### Clubes
| Club         | País  | Año         |
| ------------ | ----- | ----------- |
| Urawa Reds   | Japón | 1994 - 1998 |
| Omiya Ardija | Japón | 1998 - 2002 |